# Willem van Haecht

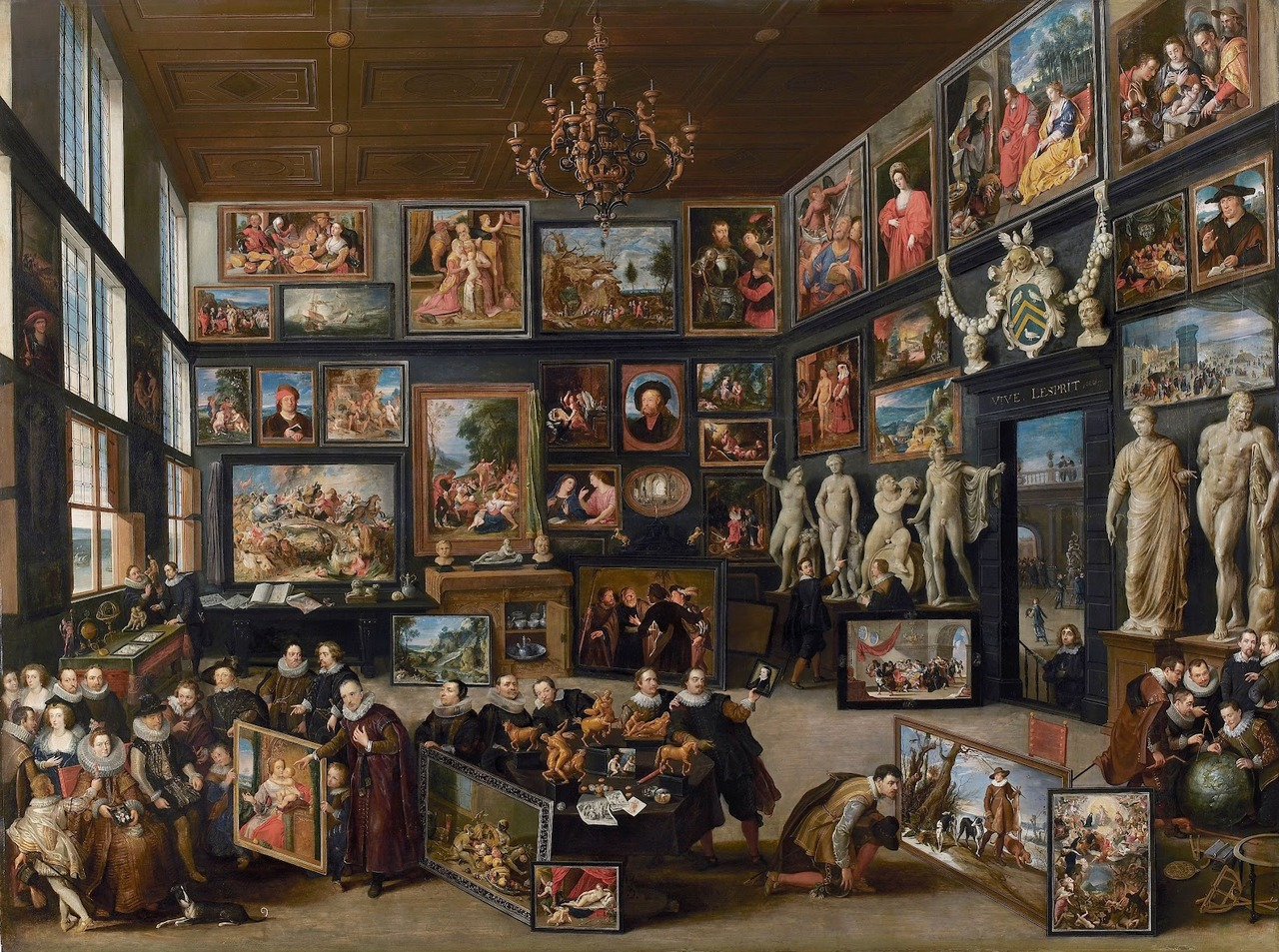
El gabinete de pinturas de Cornelis van der Geest durante la visita de los archiduques, 1628, óleo sobre tabla, 100 x 130 cm, Amberes, Rubenshuis.

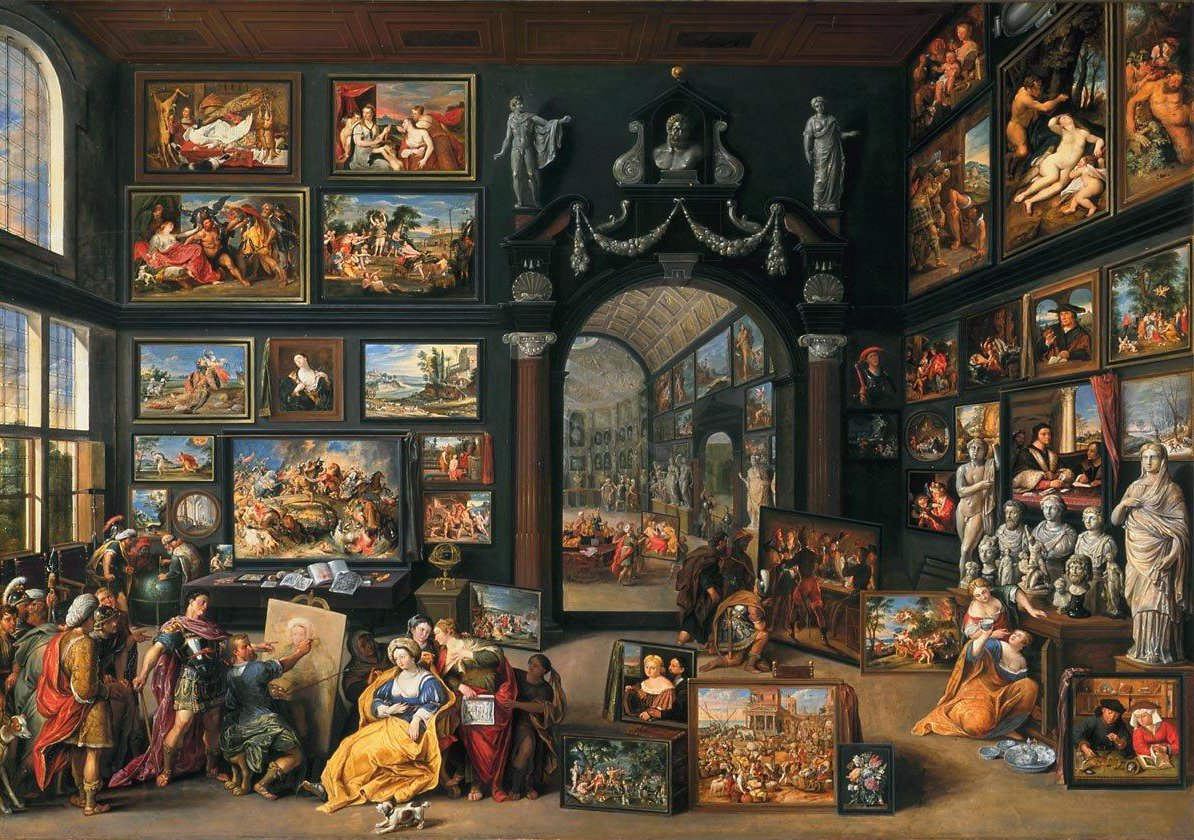
Apeles pintando a Campaspe o Alejandro en el estudio de Apeles, óleo sobre tabla, 104,9 x 148,7 cm, La Haya, Mauritshuis.

Willem van Haecht (Amberes, 1593-1637) fue un pintor barroco flamenco especializado en la pintura de gabinetes.
Bautizado en Amberes el 11 de julio de 1593, fue hijo, según algunas fuentes, de Tobias Verhaecht, pintor de paisajes y primer maestro de Rubens, y de Susana van Mockenborch, y tuvo como padrino a un primo de Rubens. 
Discípulo de su padre, viajó por Francia e Italia antes de inscribirse en 1626 en el gremio de San Lucas de Amberes. Aquí trabajó al servicio de Cornelis van der Geest, como conservador de su colección de pinturas, y fijó su residencia en la casa del propio mecenas, donde falleció el 12 de julio de 1637, tras hacer testamento en el que dejaba «al Sr. Cornelis der Geest el gran gabinete de pinturas pintado por el testador».
Debe su fama a dos gabinetes de pinturas —El gabinete de pinturas de Cornelis van der Geest (Amberes, Rubenshuis) y el Apeles pintando a Campaspe (La Haya, Mauritshuis)— que para muchos autores se sitúan en la cumbre del género por la variedad de las obras representadas y la complejidad de su composición. En el primero, junto con la colección de arte del mecenas, con piezas perfectamente reconocibles y entre ellas algunas perdidas, como la Mujer en el baño de Jan van Eyck, aparecen retratados los archiduques, Isabel Clara Eugenia y Alberto, junto con el príncipe Vladislao de Polonia, atentos a las explicaciones del coleccionista, que les muestra un cuadro de La Virgen con el Niño de Quentin Metsys en presencia de Rubens, Anton van Dyck, Frans Snyders, Hendrick van Balen y otros destacados pintores de Amberes. De un modo distinto, recurriendo a una conocida anécdota de la antigüedad, en el Estudio de Apeles retratando a Campaspe en presencia de Alejandro Magno, rinde homenaje a la pintura contemporánea, situando el taller del pintor helenístico en un espacio interior semejante al de la casa de Rubens, de cuyas paredes cuelgan numerosos cuadros, entre los que vuelven a ser reconocibles algunos de los pertenecientes a Van der Gest.